# 산–염기 적정
산-염기 적정은 농도를 알고 있는 염기 또는 산의 표준용액으로 산 또는 염기의 농도를 정확히 중화하여 농도를 결정하는 정량적 분석 방법이다. 지시약은 산-염기 반응의 진행 상황을 모니터링하는 데 사용된다. 분석 용액에서 산의 산 해리 상수 (p K a ) 또는 염기의 염기 해리 상수(p K b )를 알면 용액 농도(몰 농도)를 결정할 수 있다. 또는 적정 곡선을 구성하여 분석 용액이 알려진 용액 농도를 갖는 경우 pKa 를 결정할 수 있다. 
알칼리 측정 및 산도 측정은 기본 반응이 중화 반응인 일종의 부피 분석이다. 산도계는 표준 산을 사용하여 염기성(알칼리성) 물질의 농도를 결정하기 위해 산-염기 적정을 전문적으로 사용하는 분석이다. 알칼리 측정은 전문 분석 산-염기 적정과 동일한 개념이지만 표준 염기를 사용하는 산성 물질에 대한 것이다.
적정의 끝점을 감지하려면 적절한 pH 지시약을 선택해야 한다. 실험자가 해당 지점에 도달했을 때 정확하게 결정할 수 있도록 색상 변화 또는 기타 효과가 반응의 당량점 근처에서 발생해야 한다. 당량점의 pH는 다음 규칙을 사용하여 추정할 수 있다.
- 강산은 강염기와 반응하여 중성(pH = 7) 용액을 형성한다.
- 강산은 약염기와 반응하여 산성(pH < 7) 용액을 형성한다.
- 약산은 강염기와 반응하여 염기성(pH > 7) 용액을 형성한다.

약산이 약염기와 반응할 때, 당량점 용액은 염기가 강하면 염기성이고 산이 강하면 산성이 된다. 둘 다 같은 강도이면 등가 pH는 중성이 된다. 그러나 지시약에 나타난 색상 변화가 종종 빠르기 때문에 관찰자가 색상 변화를 보기가 매우 어렵기 때문에 약산은 약한 염기에 대해 적정하지 않는 경우가 많다.
적절한 지시약을 선택해야 하며, 바람직하게는 반응의 당량점에 가까운 색 변화(종료점)를 경험할 것이다.
강염기 용액으로 적정되는 약산 용액의 pH는 길을 따라 다른 지점에서 찾을 수 있다. 이러한 점은 다음 네 가지 범주 중 하나로 분류된다.
1. 초기 pH
2. 당량점 이전의 pH
3. 당량점에서의 pH
4. 당량점 이후의 pH

## 같이 보기
- 헨더슨-하셀바흐 방정식
- 산·염기 지시약